# Bolex International
Bolex International, S. a., anciennement S. a. Paillard-Bolex, est une entreprise suisse de Sainte-Croix près d'Yverdon-les-Bains dans le canton de Vaud, fabricant des caméras de la marque Bolex et anciennement de machines à écrire sous la marque Hermès.

## Historique
La société en commandite E. Paillard & Cie fut fondée en 1862 sur la base des commerces commencés en 1814 à Sainte-Croix par Moïse Paillard. L'entreprise produit des mécanismes de montres et de boîtes à musique.
Fondée en 1920, Paillard SA est la dernière version d'une succession de sociétés familiales qui remontent à Moïse Paillard, horloger artisan à Sainte-Croix (Jura) et, à partir des années 1810, fabricant de boîtes à musique. En installant en 1875 à Sainte-Croix une première usine, ses petits enfants transforment la fabrique artisanale en entreprise industrielle. À la génération suivante, Ernest Paillard, pour lutter contre la crise qui frappe le secteur des boîtes à musique dans les années 1890, se lance dans la fabrication des gramophones. La transformation de la société en commandite en société anonyme, réalisée en 1920, permet de maintenir le caractère familial de l'entreprise tout en accroissant sa capacité de production. Une deuxième usine est alors construite à Yverdon. Sous la direction d'Albert Paillard, fils d'Ernest, l'entreprise adopte dans les années 1920 et 1930 une politique de diversification. Les boîtes à musique disparaissent, la production massive de gramophones s'accompagne de recherches en vue de la fabrication de machines à écrire, de moteurs électriques pour gramophones ainsi que de tentatives infructueuses de production de roulements à billes. Le repli des gramophones dans les années 1930 est compensé par l'essor du secteur machines à écrire (Hermès) et le développement progressif de la fabrication d'appareils de radio et de cinéma (Bolex).

## Machines à écrire
En 1914, l'entreprise Paillard commence à fabriquer des machines à écrire. En 1935, l'entreprise sort la machine à écrire Hermès Baby, à ce jour la plus petite machine à écrire du marché, utilisée par de grands noms de la littérature, par exemple Ernest Hemingway ou John Steinbeck, Max Frisch, Larry McMurtry, Jack Kerouac, Eugène Ionesco ou Hô Chi Minh pour la politique. Sa production cesse en 1989. L'émission Tel quel consacre un reportage sur la fin de la production d'Hermes-Precisa, et Michel Bühler s'inspire des changements que vivent les ouvriers d'Hermes-Precisa dans les années 80 dans son roman La Parole volée, publié en 1987.
De nombreuses machines de la marque se trouvent au Musée de la machine à écrire de Lausanne.

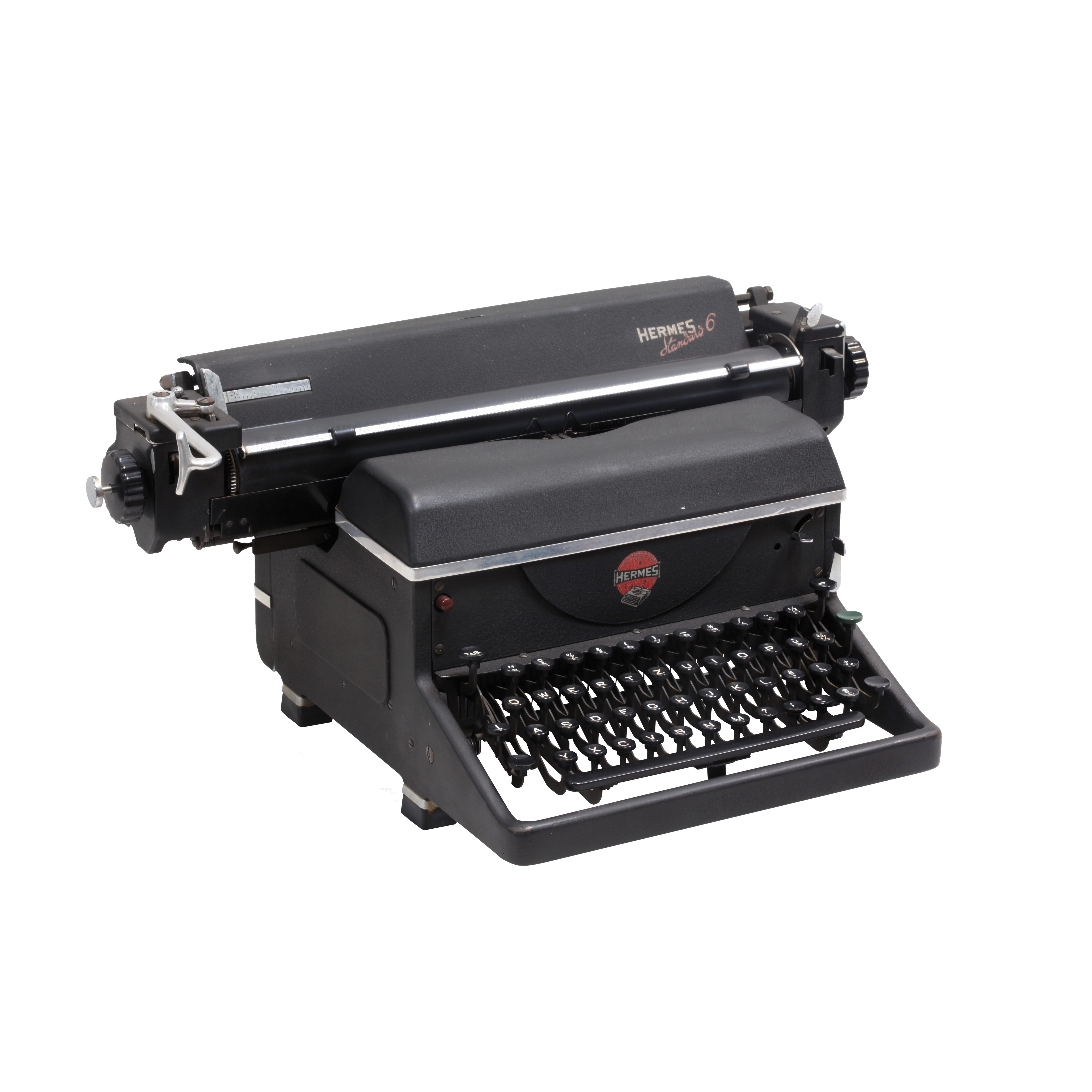
Hermès Standard
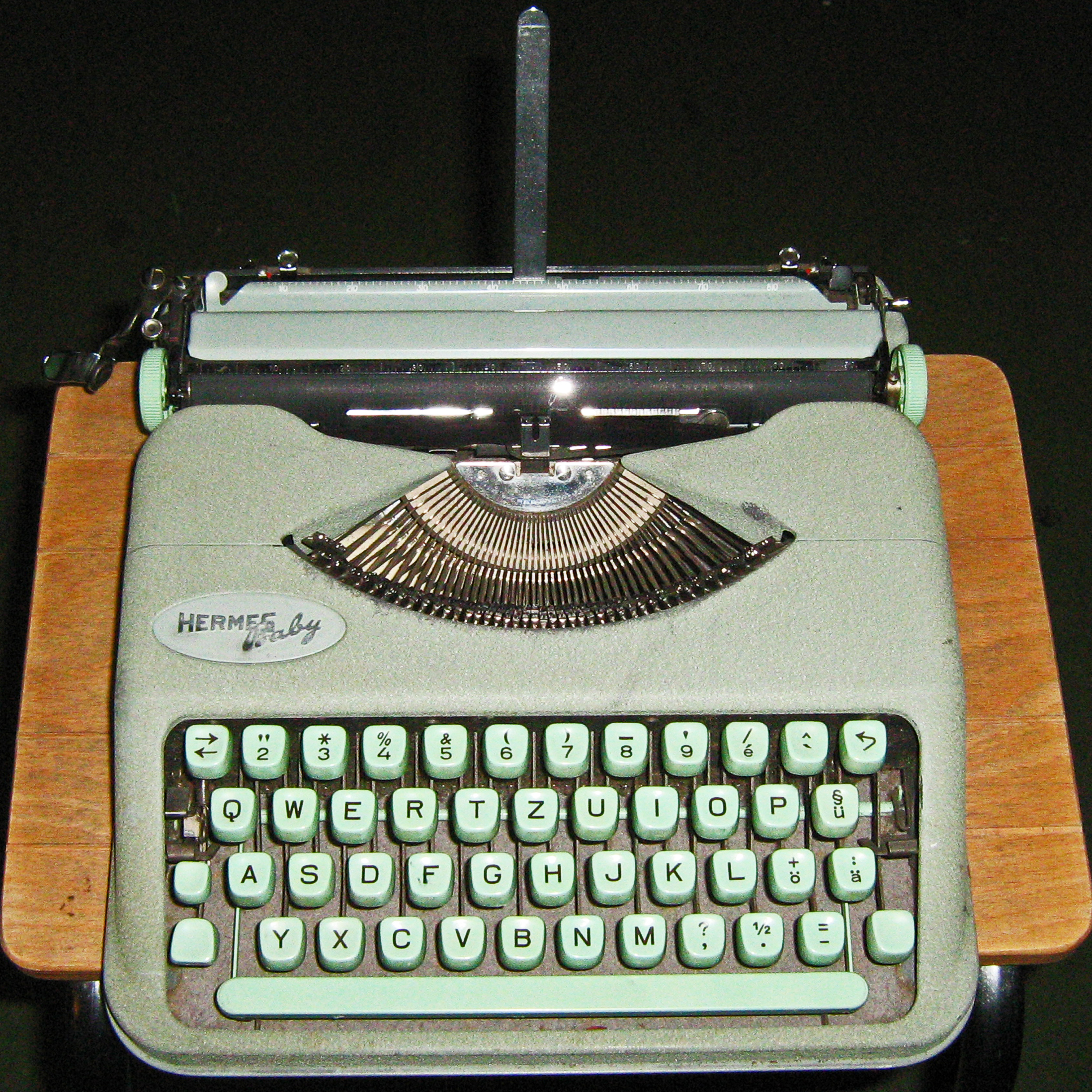
Hermès Baby fabriquée par Paillard
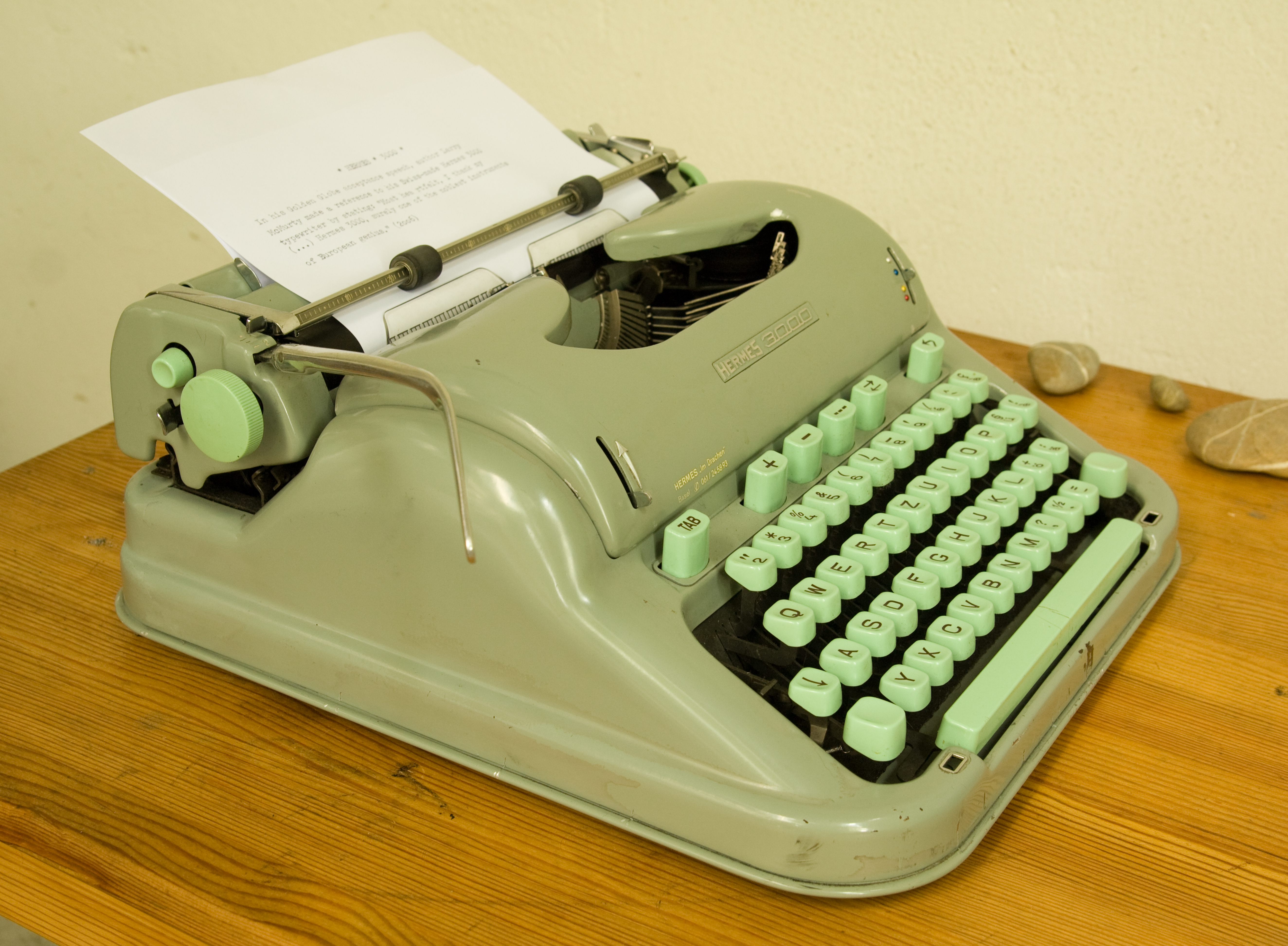
Hermès 3000

## Radios
Paillard a produit aussi des récepteurs de radio durant une vingtaine d'années, de 1932 à 1953. C'est dans cette période un des plus grands fabricants suisses indépendants dans cette branche et environ 180 modèles différents produits durant ces vingt ans ont pu être répertoriés. Cependant, au début des années 1950, sous la pression de la concurrence allemande, relevée de la guerre, qui produit en masse, Paillard n'arrive plus à développer de modèles innovants et concurrentiels. Il en sera de même pour les téléviseurs, dont le lancement d'un premier modèle Aldepa en commun avec deux autres fabricants suisses se solde par un échec. La branche radio sera alors stoppée au profit de la branche cinéma dont les affaires sont en plein essor en ce milieu des années 1950.

## Caméras
En 1924, l'ingénieur ukrainien Jacques Bogopolsky (il change plus tard son nom en Boolsky puis Bolsey), vivant à Genève, demande un brevet pour une caméra 35 mm destinée aux amateurs, dénommée « Cinégraphe Bol »,. En 1927, il s'associe avec le financier Charles Haccius pour fonder la Société Bolex, marque sous laquelle ses produits sont fabriqués et vendus. En 1927, il conçoit l'Auto Ciné, une caméra 16 mm, en 1928 l'Auto Ciné B et, en 1930, il vend la société BOL à E. Paillard & Cie qui gère les activités ciné dorénavant comme Paillard-Bolex.
La version traditionnelle de l'histoire tendait à présenter la situation de manière plutôt simple : Bolex est une marque produite par l'entreprise Paillard, marque représentée surtout par une caméra qui fut inventée par Jacques Boolsky. L'inventeur prétendu de la Bolex n'inventa en fait rien de la caméra qui dès 1935 se fera connaître sous ce nom. Les brevets vendus par Boolsky s'avérant inutilisables et les machines défectueuses, Paillard dut en effet repartir de zéro pour inventer une Bolex qui n'avait gardé de « l'invention » de Boolsky que le nom. La Bolex telle qu'on la connaît est l'invention des ingénieurs de Paillard.
Marc Renaud, l'ingénieur qui met au point la caméra modèle H, s'inspire directement des mécanismes horlogers pour établir la dimension du barillet et la force du ressort devant activer la caméra, ainsi que l'emplacement des axes et des engrenages sur la platine. S’inspirant des méthodes d’assemblage des mouvements de montre, Renaud choisit de fixer le mécanisme entier de la caméra entre deux platines. Ce choix technique permet non seulement de monter le mécanisme indépendamment du bâti, mais aussi d’assurer une très grande stabilité et un parfait alignement des axes.
La série H est la plus connue et sera produite pour les formats 16 mm et 9,5 mm. Différentes versions furent produites, mais la série des H 16 REX à visée reflex, lancée en 1956, est la plus célèbre et la plus utilisée aussi bien dans le monde de la télévision que du documentaire et aussi de l'animation. Il y eut la H 9 et dès 1938 la H 8 pour le format 8 mm.
De 1930 à 1970, l'entreprise produit aussi des projecteurs et des caméras grand public 8 mm et Super 8.
Début janvier 1970, Bolex International passe dans le giron de son concurrent autrichien Eumig. Les caméras Bolex 16 mm seront encore fabriquées à Sainte-Croix jusqu'en 1974, y compris la version électronique H 16 EL (1975), évolution de la version à moteur électrique intégré appelée « H 16 EBM » de 1971. Un nouveau projecteur fabriqué par Microtecnica en Italie sera aussi commercialisé sous la marque Bolex.
En 1980, les dettes de la firme autrichienne s'élèvent à plus de cent cinquante millions de francs et les banques coupent les crédits. Une année plus tard, c'est la faillite.
René Ueter, cadre de l'entreprise moribonde, rachète ce département. Plus tard dirigée par son fils Marc, Bolex International SA à Yverdon poursuit la vente et la gestion des pièces de rechange et des accessoires, ainsi que la vente de la Bolex 16 mm, qui trouve sa place sur un marché dit « de niche ».
Aujourd'hui, Bolex International continue la réparation des caméras 16 mm et Super 16 et les distribue notamment en Europe et aux États-Unis. Bolex International est également spécialisé dans la conversion (transformation) des anciennes caméras H 16 Reflex au format 16/9 du super 16, un format largement utilisé par les milieux professionnels.

### Chronologie des modèles de caméras
Chronologie des modèles de caméras :
1926
Bolex Auto-Ciné Camera 16 mm
1928
Bolex Auto-Ciné B 16 mm
1935
Paillard Bolex H-16 16 mm
Paillard Bolex H-9 9,5 mm
1938
Paillard Bolex H-8 8 mm caméra
1942
L-8 8 mm
1947
H-8 Leader 8 mm
H-16 Leader 16 mm
1949
H-8 Standard 8 mm
H-16 Standard 16 mm
1950
H-8 De luxe 8 mm
H-16 De luxe 16 mm
1953
B-8 8 mm
1954
H-16 Supreme 16 mm
C-8 8 mm caméra
1956
H-16 Reflex 16 mm
1957
B-8VS 8 mm
1958
B-8L 8 mm caméra
H-8 T 8 mm caméra
H-16 T 16 mm caméra
H-16 M(marine) 16 mm caméra
C-8S 16 mm caméra
1959
H-16 REX 16 mm
C-8SL 8 mm
B-8SL 8 mm
D-8L 8 mm
1961
D-8LA 8 mm
B-8LA 8 mm
C-8LA 8 mm
P1 Zoom Reflex 8 mm
1962
H-8 Reflex 8 mm
1963
P2 Zoom Reflex 8 mm
K1 Automatic 8 mm
H-16 S 16 mm
H-8 S 8 mm
H-16 REX-2 16 mm
1964
P3 Zoom Reflex 8 mm
K2 Automatic 8 mm
S1 Automatic 8 mm
H-8 REX-3 8 mm
H-16 REX-3 16 mm
H-16 M-3 16 mm
1965
P4 Automatic 8 mm
H-16 REX-4 16 mm
H-8 REX-4 8 mm
H-16 M-4 16 mm
1967
H-16 REX-5 16 mm
H-16 M-5 16 mm
150 Super super 8 mm
1968
155 Macrozoom super 8 mm
1969
7.5 Macrozoom super 8 mm
1970
160 Macrozoom super 8 mm

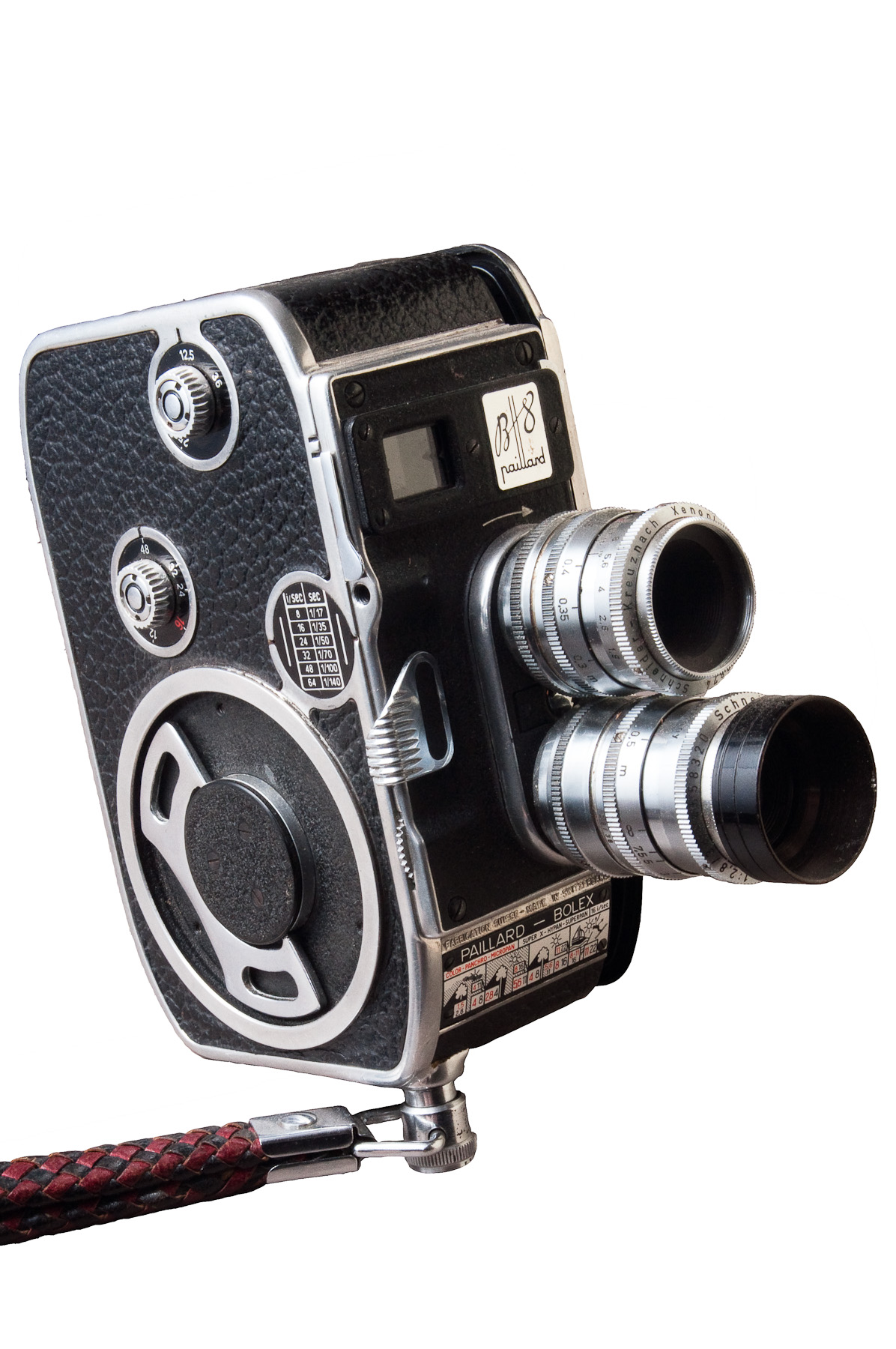
Bolex B8
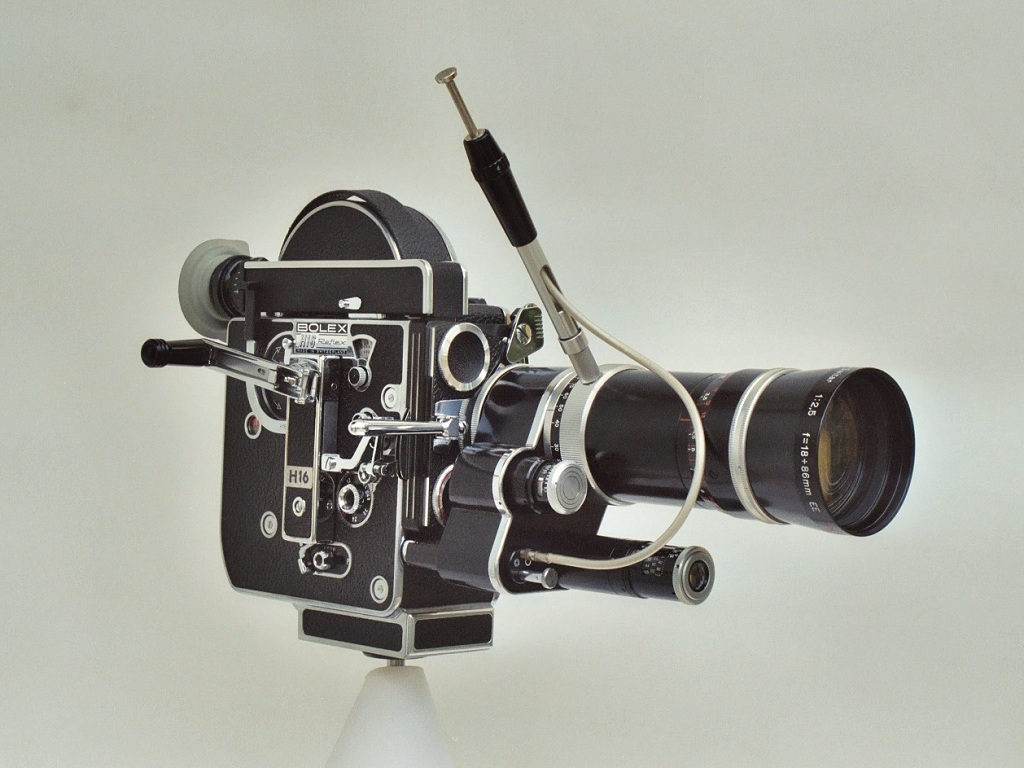
Bolex H16 Reflex
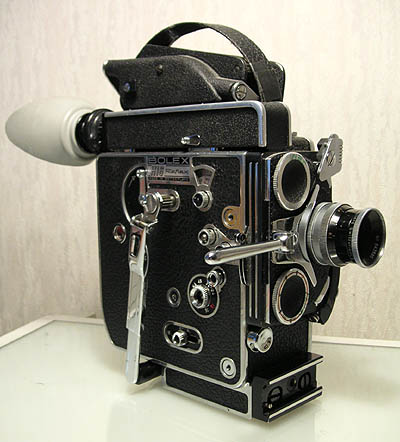
H16 REX-5 mécanique à tourelle

## Sources et bibliographie
- Fonds : Paillard-Hermes-Precisa (1930-2007) [en particulier PP 680/1532-1553, PP 680/ 2291-3010, PP 680/2539-25345 : dossiers administratifs, techniques, promotionnels, photographies].  Cote : PP 680. Archives cantonales vaudoises (présentation en ligne).
- Thomas Perret, Roland Cosandey, Paillard, Bolex, Boolsky : la caméra de Paillard et Cie, le cinéma de Jacques Boolsky, Yverdon-les-Bains : Éd. de la Thièle, 2013, 188 p.